# 孫燮雯
孫燮雯，字和生，贵州平壩人，清政治人物、進士出身。
光緒十二年（1886年）丙戌科進士，三甲一百名，后官山東知縣。